# Cyklon-3

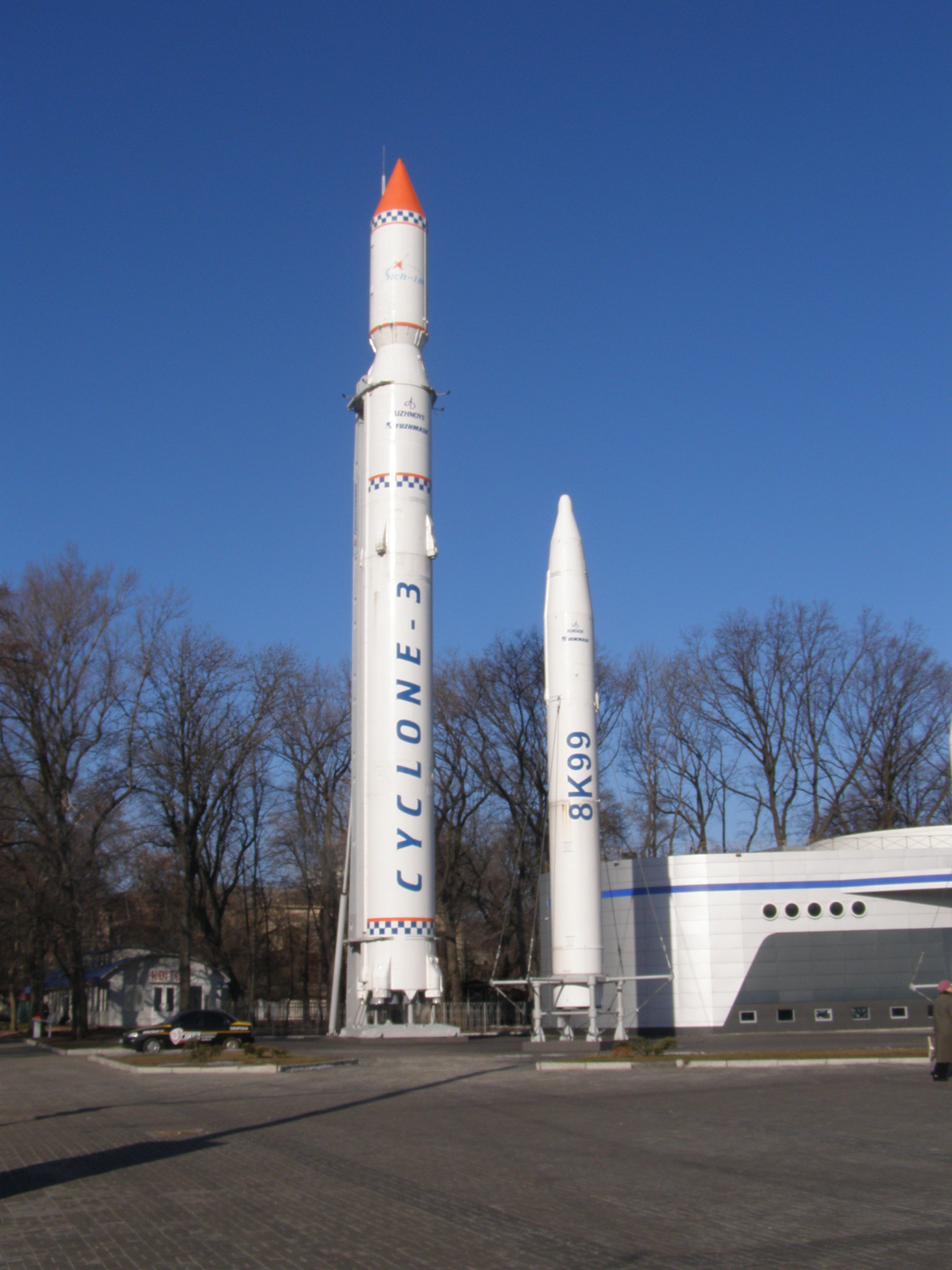
Cyclon-3

Cyclon-3 è un lanciatore a tre stadi sviluppato presso lo Yuzhnoye CB, in Ucraina. Fa parte della famiglia di lanciatori Cyklon. Il lancio del veicolo spaziale viene effettuato dal cosmodromo di Plesetsk (Federazione Russa). Il razzo Cyclon-3 lancia veicoli spaziali fino a 4000 kg in orbite circolari ed ellittiche basse e medie. Cyclon-3 è un sistema di trasporto basato su nodi con elevata affidabilità comprovata.
Il lanciatore Cyclon-3 è realizzato nel classico schema tandem, tutti i suoi collegamenti sono in serie.  Per ridurre le dimensioni esterne del palco, il suo sistema di propulsione si trova all'interno del compartimento del combustibile toroidale.
Il veicolo di lancio è in funzione dal 1977.
Nel 1995, il Sich-1, primo satellite artificiale sotto la giurisdizione dell'Ucraina, fu messo in orbita da questo razzo.